# Pierre-Antoine Herwyn de Nevèle
Pierre Antoine Herwyn, ou Pierre Antoine Herwyn de Nevèle, est un agronome et homme politique français né le 18 septembre 1753 à Hondschoote et décédé le 16 mars 1824 à Paris.
Élu député du Tiers état du bailliage de Bailleul aux États généraux de 1789, il participe à la vie politique des différents régimes politiques successifs jusqu'à sa mort.

## Biographie

### Enfance et formation
Pierre Antoine Herwyn naît le 18 septembre 1753 à Hondschoote, dans une famille bourgeoise. Fils d'Auguste Dominique Herwyn (1708-1777), natif de Bergues et premier échevin d'Hondschoote, et de Marie Cornil Van Loo, native de Furnes, il est issu d'une famille de juristes et de magistrats : son grand-père, Jacques Nicolas Herwyn, est avocat ; son arrière-grand-père, Maillard Herrewyn, échevin de Bergues.
Il est le benjamin d'une fratrie de quatre enfants :
1. Augustin Louis (1739-), conseiller au présidial des Flandres ;
2. Dorothée Louise (1747-1804) ;
3. Philippe Jacques (1750-1836), échevin d'Hondschoote, membre du Corps législatif puis baron de l'Empire à partir de 1812.

Ses deux frères aînés sont par ailleurs témoins de son premier mariage.
Après avoir fait ses humanités au collège des Oratoriens à Furnes, il se rend à Douai pour y suivre des cours de philosophie et de droit, et joint à cette étude celle des sciences naturelles, notamment de la physique et de l'anatomie. Il y développe par ailleurs un goût pour l'agriculture.
À la date de son mariage en 1777, Pierre Antoine Herwyn occupe les fonctions de greffier de la prévôté Saint-Donatien de Bruges. De retour à Hondschoote, il est nommé conseiller pensionnaire de la ville.

### Vie de famille
Le 24 novembre 1777 à Hondschoote, Pierre Antoine Herwyn épouse Marie Josèphe Walburge Caigniez, fille de Charles François Joseph Caigniez, médecin des hôpitaux du roi et échevin de Saint-Omer, et d'Isabelle Charlotte Burez. Il semble que ce mariage ne produit pas de descendance. Marie Josèphe Walburge Caigniez meurt en janvier 1801.
Le 29 avril 1805 à Furnes, il épouse en secondes noces Angèle Constance Persévérance Van der Meersch (1774-1849), fille de François Ignace van der Meersch  dit « de Névèle » (1750-1825). De cette union naissent trois enfants :
1. Napoléon Pierre Marie (1806-1890), 2e comte Herwyn de Nevèle, pair de France ;
2. Marie Josèphe Félicité (1807-) ;
3. Constance Laëtitia Marie (1809-).

Par décret du 9 janvier 1812, Napoléon Ier autorise Herwyn à joindre le nom « de Nevèle » au sien. Cet événement est d'ailleurs retranscrit en marge de son acte de naissance.

### L'asséchement des marais
Des vastes marais appelés moëres belgiques, situés sur la frontière de la Flandre française et de la Flandre autrichienne avait été concédés depuis longtemps par les souverains des deux pays, à charge de dessèchement ; mais les travaux considérables entrepris à cet effet n'avaient jamais réussi. Enfin, en 1780, les marais de la partie autrichienne ayant été cédés à M. Van der May aux mêmes conditions, Herwyn, avec l'agrément du concessionnaire, se charge de cette opération difficile et dispendieuse. Aidé de son frère aîné (le baron Herwyn), il fait construire des moulins à palettes et à vis d'Archimède pour élever les eaux ; il établit des digues, des saignées intérieures, des canaux de ceinture, des écluses, des ponts. Son entreprise est couronnée de succès et terminée en 1787. L'évacuation des eaux stagnantes, en assainissant le pays, rend à l'agriculture environ trois mille arpents, dont jusqu'alors on n'avait pu tirer aucun parti.

### LaRévolution française
En 1789, il est conseiller pensionnaire de la ville d'Hondschoote et avocat au Parlement de Flandres. Le bailliage de Bailleul l'envoie comme député du Tiers-état aux États-Généraux, où il vote avec la majorité ; il fut nommé et constamment réélu, pendant toute la session, membre et secrétaire du comité d'agriculture et de commerce.
Revenu à Hondschoote, il obtient le commandement d'un bataillon de la garde nationale. Lors de la levée des trois cent mille hommes au commencement de 1793, il parvient à incorporer environ 30 % de volontaires supplémentaires par rapport au contingent qui lui avait été assigné.
Chargé des travaux de défense de la contrée, Herwyn protège la retraite de l'armée française, se tient à l'arrière-garde avec son bataillon qu'il ramène à Dunkerque dans le but de défendre cette ville.
Sur un ordre du comité révolutionnaire, il est arrêté à Hondschoote le 9 octobre 1793 alors qu'il vient d'être nommé commissaire des guerres. Il est conduit à Dunkerque puis à Arras, enfin à Douai, avec sa femme qui n'avait pas voulu se séparer de lui. Ses geôliers, craignant l'arrivée en ville d'une troupe révolutionnaire susceptible de s'en prendre à lui, le détiennent pendant sept jours dans un cachot. Après sept mois d'incarcération, Herwyn et sa femme comparaissent devant une commission militaire comme prévenus d'intelligence avec l'ennemi ; ils sont acquittés.
Sorti de prison, Herwyn reprit ses fonctions de commissaire des guerres ; il sert sous Pichegru et sous Moreau.
Après la conquête de la Hollande, il réside pendant quatre ans, en qualité de commissaire-ordonnateur, dans la ville de Bruges. Il est, durant quelques mois, commissaire du Directoire près le département de la Lys. Dans ces fonctions, il fait preuve de clémence, notamment en rendant la liberté aux prêtres qu'on avait arrêtés et en s'opposant à l'enlèvement des otages qu'on voulait prendre à Bruges.

### ConsulatetEmpire
En 1799, il est élu représentant du département de la Lys au Conseil des Anciens dont il devient secrétaire. À la suite du coup d'État du 18 Brumaire, il est appelé au Sénat conservateur, où il siège avec la minorité opposée à Napoléon.
Vers cette époque, il se réunit encore à son frère pour recommencer les travaux de dessèchement des moëres belgiques, que les ravages de la guerre avaient entièrement ruinés, et en rétablir l'exploitation. Ils y consacrent de nouveau une partie de leur fortune, et terminent en deux ans cette entreprise, pour laquelle une médaille d'or leur est décernée, en 1802, par la société d'agriculture de la Seine, dont ils deviennent tous les deux membres.

### Sous laRestauration
En 1814, il vote comme sénateur la déchéance de Napoléon, et entre à la Chambre des pairs dès sa création.
Louis XVIII le nomme comte héréditaire le 6 février 1815, mais ses lettres patentes ne sont expédiées que le 17 mars 1815. Le 20 à midi, le roi avait déjà quitté sa capitale et on attendait Bonaparte aux Tuileries : Herwyn se présente à la cour royale pour prêter son serment de fidélité au roi entre les mains du premier président Séguier.
Pendant les Cent-Jours, Herwyn qu'on croyait en Belgique, mais qui n'avait pu suivre Louis XVIII à Gand, se tient à l'écart. À son retour, le roi lui fait remettre son portrait orné d'une légende qui consacrait l'action du 20 mars, et le nomma grand officier de la Légion d'honneur.
À la chambre haute, Herwyn vote pour la déportation dans le procès du maréchal Ney.

### Mort
Atteint de goutte, il mène une vie retirée. Il meurt le 16 mars 1824 à Paris, dans l'ancien 11e arrondissement.

## Solennités

### Titres
- Comte Herwyn et de l'Empire (lettres patentes du 26 avril 1808, Bayonne).
- Pair de France[5] :
  - Pair « à vie » par l'ordonnance du 4 juin 1814,
  - Titre de comte-pair héréditaire le 31 août 1817, (lettres patentes du 20 décembre 1817, sans institution de majorat de pairie).

### Décorations
- Grand officier de la Légion d'honneur[6] :
  - Légionnaire (9 vendémiaire an XII : 2 octobre 1803), puis,
  - Commandant (25 prairial an XII : 14 juin 1804) ;
  - Grand officier de la Légion d'honneur (1815 : seconde Restauration[4]) ;

### Armoiries
| Figure | Blasonnement |
|        | Armes des Herwyn « de Nevèle » Coupé : au 1, d'or, au lion de sable, lampassé de gueules; au 2, de sable, à trois molettes mal-ordonnées d'or. Supportsdeux licornes, au naturel. |
|        | Armes du comte Herwyn et de l'Empire Selon ses lettres patentesÉcu parti, coupé à sénestre en courbe, lion de sable lampassé de gueules, sur un fond d'or ; trois étoiles d'or sur fond de sable ; à dextre au troisième quartier croix de gueules sur fond d'argent, petit merle sur l'angle supérieur de la croix., OuÉcu parti, coupé à sénestre en courbe de sable et d'or, sur l'or un lion passant de sable lampassé de gueules, sur le sable, trois étoiles d'or posées deux et une ; à dextre le premier de sénateur, le second d'argent à la croix attachée de gueules accostée à dextre en chef d'un merle de sable,. - Livrées : sable nuancé, rouge, or et argent, |
|        | Armes du comte Herwyn de Nevèle, pair de France, Écartelé : au 1 d'or, au lion de sable, lampassé de gueules ; au 2 d'argent, à la croix de gueules cantonnée en chef d'une « molette » [merlette] de sable ; au 3 de sable, à trois molettes d'or ; au 4 d'azur, à la fasce d'or, accompagnée en chef de deux pigeons affrontés d'argent, et en pointe, d'un serpent d'or mis en pal. |

### Hommages
En 2014, la commune d'Hondschoote nomme une rue d'après Pierre Antoine Herwyn.